# 賢コツ!!
『賢コツ!!』（かしこつ）は、一部のテレビ朝日系列局で放送されたバラエティ番組である。制作局のテレビ朝日では、2008年5月10日から2009年9月26日まで、毎週土曜16:30 ‐17:00（JST）に放送された。また、2009年6月21日に放送された『時短レシピスペシャル』は、通常ネットされていない系列局でも放送された。
　

## 放送内容
生活に役立つ知恵や難読漢字の簡単記憶法などを「賢コツ」と称して、紹介するバラエティ番組。毎週、番組の最後にMCの大塚範一がBest Of 賢コツ!!を決める。

## 出演
- 大塚範一
- 大下容子（テレビ朝日アナウンサー）

他

## スタッフ
- 制作統括：佐藤孝
- 構成・プロデューサー：樋口卓治
- 構成：鈴木おさむ、横山雄一郎、太田光洋
- 編集・MA：IMAGICA
- 編成：松瀬俊一郎
- 宣伝：蓮見理奈
- デスク：板橋敦子、安江香織
- リサーチ：ジーワン
- TK：鈴木好
- 制作協力：スタッフラビ、ダイナマイトレボリューションカンパニー
- AD：波多野真代、青木季也、深澤将治、国玉靖仁、関本薫子
- AP：松本百合子
- ディレクター：石澤明憶、吉川修、田中拓郎、丸山仁、遊佐豊、斉藤俊、落合圭太
- チーフディレクター：内海昇
- プロデューサー：渡辺実、樋口圭介、原島雅之、稲葉友紀子
- ゼネラルプロデューサー：奥川晃弘（以前は、プロデューサー→チーフプロデューサー）
- 制作：テレビ朝日、古舘プロジェクト

### 過去のスタッフ
- 企画：平城隆司
- プロデューサー：阪本倫代
- チーフプロデューサー：河口勇治

## ネット局
- 青森朝日放送　毎週月曜日 16:30 - 17:00
- 岩手朝日テレビ　毎週土曜日 10:10 - 10:45
- 秋田朝日放送　不定期金曜日 16:23 - 16:53（2009年4月10日放送開始『土曜ワイド劇場』の再放送により休止の場合あり）
- 山形テレビ 毎週土曜日 13:30 - 14:00（2009年4月4日放送開始、3週遅れ）
- 新潟テレビ21　毎週土曜日 10:05 - 10:35
- 北陸朝日放送　毎週土曜日 10:45 - 11:15（26週遅れ）
- 朝日放送（現・朝日放送テレビ）　毎週土曜日 16:55 - 17:25（『ス・テ・キの扉』の終了に伴い2008年10月から放送開始。第1回から順に放送しているため5カ月遅れで、テレビ朝日での放送終了後もその遅れのまま最終回まで放送された。ただし2009年6月21日の『時短レシピスペシャル』は朝日放送でも同日の深夜2:10から放送された）
- 山口朝日放送　毎週土曜日 10:00 - 10:30（2週遅れ、自社製作番組終了に伴い2009年3月28日放送開始。2009年10月10日に一応は最終回を迎えたが、その翌週からはテレビ朝日で放送された未放送分を2010年3月まで放送した）
- 九州朝日放送　毎週金曜日 10:25 - 10:55（20日遅れ。2009年10月16日で一応は最終回を迎えたが、その翌週からはテレビ朝日で放送された未放送分を放送中）
- 琉球朝日放送　毎週水曜日 25:15 - 25:45
- 東日本放送